# Samuel Magnus Ehrenmalm
Samuel Magnus Ehrenmalm, född 1731, död 1814 på Bastö säteri i Finströms socken på Åland, var en finländsk ämbetsman och politiker. Han var son till Lars Johan Ehrenmalm.
Ehrenmalm blev häradshövding på Åland 1759, assessor i Åbo hovrätt 1762 samt var hovrättsråd där 1763-1770 och 1800-1806. Ehrenmalm var en av mösspartiets främsta talare, och spelade från 1755 en betydande roll vid riksdagarna. Vid riksdagen 1765/66 var han medlem av Sekreta utskottet, försvarade 1769 skickligt mössrådet och tillhörde dem som önskade ge större offentlighet åt riksdagsarbetet. Vid riksdagen 1789 stod han på kungens sida mot adelsoppositionen.

## Utmärkelser
- Riddare av Nordstjärneorden,  1790[3]

[Redigera Wikidata]